# Kepler-452b
Kepler-452b (poznat i kao Earth 2.0 ili Earth's Cousin zbog karakteristika) je egzoplanet otkriven pomoću svemirskog teleskopa Kepler. Nalazi se na udaljenosti od 1402 svjetlosne godine i orbitira oko zvijezde Kepler-452 u nastanjivoj zoni. Otkriven je dana 23. srpnja 2015., a istog je dana otkriće i objavljeno. Prvi je planet slične veličine kao Zemlja koji kruži oko zvijezde koja je slična, gotovo identična Suncu. Starost egzoplaneta procjenjuje se na 6 milijardi godina.

## Obilježja
Planet je za oko 50% veći negoli Zemlja te za oko 5 puta teži, a orbitira u nastanjivoj zoni. Ravnotežna temperatura je oko -8°C, što je malo toplije od Zemlje (-18°C). Kako se nalazi oko zvijezde koja je po karakteristikama gotovo identična Suncu (G2V tipa, kao i Sunce), prima približno istu količinu svjetlosti, bez obzira na to što je udaljenost od zvijezde za oko 5% veća. Kako je zvijezda stara 6 milijardi godina (za 1.4 milijardi godina starija od Sunca), planet možda sada ima efekt staklenika, te atmosferu gustoće 16-56 zemaljskih atmosfera. Zbog faze u kojoj se zvijezda nalazi, za 500 do 900 milijuna godina nastanjiva zona se više neće nalaziti na području staze planeta.

### Orbita
Orbita se nalazi na udaljenosti od 1.046 AJ, dakle 5% udaljenije od Zemlje, što planet smješta u konzervativnu nastanjivu zonu. Period revolucije sličan je Zemljinom, te iznosi 385 (384,80) dana.

### SETI aktivnosti
SETI je osluškivao radio signale koji bi eventualno došli s Keplera-452b, no bez uspjeha.

## Vanjske poveznice
- NASA – Mission overview
- NASA – Kepler Discoveries – Summary Table  Arhivirana inačica izvorne stranice od 1. travnja 2017. (Wayback Machine)
- Habitable Exolanets Catalog at UPR-Arecibo.
- Discovery and Validation of Kepler-452b: A 1.6 R⨁ Super Earth Exoplanet in the Habitable Zone of a G2 Star